# Risikobewertung
Risikobewertung ist die von einem Risikoträger oder von Dritten vorgenommene Bewertung eines Einzelrisikos oder des Gesamtrisikos, dem der Risikoträger ausgesetzt ist.

## Allgemeines
Die vorhandenen Risiken können durch den Risikoträger (Unternehmen, Staat mit seinen Untergliederungen oder Privathaushalte) selbst oder durch Dritte (Bundesinstitut für Risikobewertung, Dekra, Gutachter, TÜV, Versicherer oder Wirtschaftsprüfer) einer Risikoanalyse unterzogen und bewertet werden. Bei einer Risikobewertung wird das vorhandene oder potenzielle Risiko einerseits hinsichtlich der Risikohöhe und der Eintrittswahrscheinlichkeit und andererseits auf seine potenziellen Auswirkungen auf die Zielerreichung hin bewertet. Ziele sind Unternehmensziele bei Unternehmen, Staatsziele bei Staaten und persönliche Ziele bei Privathaushalten. Bei Unternehmen findet die Risikobewertung im Rahmen des Risikomanagements statt.
Das Risikomanagement in Unternehmen umfasst Risikobeurteilung, Risikobewältigung und Risikokommunikation, wobei die Risikobeurteilung in die Teilbereiche Risikoidentifikation, Risikoanalyse und Risikobewertung untergliedert ist. Die Verordnung (EG) Nr. 178/2002 vom 28. Januar 2002 zur Festlegung der allgemeinen Grundsätze und Anforderungen des Lebensmittelrechts, zur Errichtung der Europäischen Behörde für Lebensmittelsicherheit und zur Festlegung von Verfahren zur Lebensmittelsicherheit definiert Risikobewertung in Art. 3 Nr. 11 als „einen wissenschaftlich untermauerten Vorgang mit den vier Stufen Gefahrenidentifizierung, Gefahrenbeschreibung, Expositionsabschätzung und Risikobeschreibung“.
Zur Risikobewertung im weiteren Sinne gehört die Beurteilung, ob ein Risiko für den Risikoträger akzeptabel ist, was von der Risikotragfähigkeit und der Risikoeinstellung abhängt.

## Prozessablauf
Der Risikobewertung vorausgegangen ist die Risikobeurteilung. Die Risikobewertung als letzte Stufe des Risikomanagements befasst sich mit der Evaluation jedes einzelnen Risikos, indem es die Risiken in Risikoklassen unterteilt. Diese stellen eine nach Höhe des Risikos abgestufte Klassifizierung dar, welche die Auswirkungen eines Risikos auf das Unternehmen wiedergibt. Kern der Risikobewertung ist die Klassifizierung aller Risiken in geringe, mittlere und hohe Risiken (siehe auch Anlageklasse) mit Hilfe von einheitlichen Risikomaßen, wobei die geringen und mittleren Risiken als tragbar eingestuft werden können. Bezugsgröße der Risikobewertung soll stets eine ökonomische Größe wie Cashflow oder EBIT sein.
Der Risikobeurteilung folgt die Risikobewältigung. Die Risikoklassifizierung stellt somit die Schnittstelle zwischen Risikobewertung und Risikobewältigung dar. Zu beachten ist, dass der Prozess der Risikobewertung ganz entscheidend von der individuellen Risikowahrnehmung geprägt wird, denn verschiedene Menschen weisen unterschiedliche Auffassungen über einzelne Risiken auf. Zudem ist die selektive Wahrnehmung zu berücksichtigen. Je nach „Risikoappetit“ verfolgt der Risikoträger Risikovermeidung bei Risikoaversion und ist bei Risikoaffinität bereit, selbst hohe Risiken in Kauf zu nehmen. Bei Risikoneutralität orientiert er sich allein am mathematischen Erwartungswert.
Ergibt sich aus der Risikobewertung, dass das verbleibende Restrisiko größer ist als das größte vertretbare Risiko (Grenzrisiko), muss eine weitere Risikominderung vorgenommen werden.

## Bankwesen
Im Bankwesen spielt die Risikobewertung vor allem eine Rolle bei der vorangegangenen Kreditwürdigkeitsprüfung (Risikoanalyse), die für alle Kreditnehmer (Unternehmen, Staaten und deren Untergliederungen, Kontrahenten, Gegenparteien und Privatpersonen) durchzuführen ist. Auch Finanzanalysen (wie die Aktienanalyse oder Bilanzanalyse) sind Teil der Risikoanalyse. Die Kreditunterlagen werden vor einer Kreditentscheidung darauf untersucht, ob ein vertretbares Kreditrisiko vorliegt, durch welches die vertragsgemäße Tilgung des Kredits aus dem Cashflow des Kreditnehmers oder Sicherungsgebers oder aus der Verwertung von Kreditsicherheiten nicht gefährdet erscheint. Die Risikobewertung endet mit einem Rating (Unternehmen, Staaten) oder Kreditscoring (Privatpersonen), welche die aus Unternehmensdaten abgeleiteten betriebswirtschaftlichen Kennzahlen verdichten. Dem Rating/Scoring kommt als Instrument der Risikobewertung im Rahmen von Basel II eine zentrale Rolle zu, weil es dazu geeignet ist, die für die Festlegung der Kreditmarge erforderlichen Parameter zu liefern. Die Risikobewertung wird auch durch Ratings von Ratingagenturen übernommen.

## Versicherungswesen
Durch das KonTraG vom Mai 1998 gehören die Risikoerfassung, Risikoidentifizierung, Risikobewertung, Risikobewältigung und Risikoüberwachung zu den Aufgaben des Risikomanagements im Versicherungswesen. Die Risikobewertung ist im Versicherungswesen dem Versicherungsvertrag vorgeschaltet. Der Versicherer prüft – auch zur Festlegung der Versicherungsprämie – das sich aus dem Versicherungsverhältnis ergebende versicherungstechnische Risiko. Unter Risiko wird hier der ungewisse und unvermeidbare, dem Zufall unterworfene Eintritt eines bestimmten Schadensereignisses verstanden. Will eine Versicherung nach vorgenommener Risikobewertung bestimmte Risiken nicht übernehmen, so kann sie im Versicherungsvertrag einen Risikoausschluss vornehmen.

## Risikobewältigung
Ziel der Risikobewertung ist letztlich die Risikobewältigung. Weichen die Risiken zu stark von den Zielen des Risikoträgers ab, so muss er Risikoträger Instrumente der Risikobewältigung einsetzen, nämlich neben Risikovermeidung alternativ Risikominderung, Risikodiversifikation, Risikoüberwälzung oder Risikovorsorge. Diese Instrumente dienen dazu, vorhandene Risiken zu minimieren, zu streuen oder zu diversifizieren, an Dritte zu übertragen oder zu behalten und bilanziell abzusichern.